# ندیم حسن بیگوویچ
ندیم حسن بیگوویچ (انگلیسی: Nedim Hasanbegović؛ زادهٔ ۲۲ آوریل ۱۹۸۸) بازیکن فوتبال اهل آلمان است.